# Nowomykilśke (Krym)
Nowomykilśke (ukr. Новомикільське, ros. Новоникольское, Nowonikolskoje) – wieś na Ukrainie, w Autonomicznej Republice Krymu (de iure stanowiącej integralną część państwa ukraińskiego, w 2014 anektowanej przez Rosję i odtąd funkcjonującej jako Republika Krymu), w rejonie krasnogwardiejskim. W 2021 liczyła 350 mieszkańców, głównie Tatarów Krymskich.